# Cidade Ocidental
Cidade Ocidental är en kommun i Brasilien.   Den ligger i delstaten Goiás, i den sydöstra delen av landet, 40 km söder om huvudstaden Brasília. Antalet invånare är 55 883.
Omgivningarna runt Cidade Ocidental är huvudsakligen savann. Runt Cidade Ocidental är det ganska glesbefolkat, med 43 invånare per kvadratkilometer.